# مصطفى شاهين (عسكري)
مصطفى كمال شاهين (26 يونيو 1923 -) هو لواء عسكري مصري، كان رئيس أركان الجيش الثالث في حرب أكتوبر 1973.

## حياته ومسيرته
أحد ابرز القادة المعاصرين حيث شغل منصب رئيس أركان الجيش الثالث الميداني في حرب اكتوبر المجيدة وتولي العديد من المناصب الهامة منها : - مساعد رئيس أركان حرب القوات المسلحة - مدير الكلية الحربية - رئيس أركان المنطقة الجنوبية العسكرية - قائد الفرقة 18 مشاة ميكانيكي.

## جوائز
حصل علي العديد من الاوسمة والانواط ومنها: -
- نوط الجمهورية العسكري ط 1 -
- نوط الخدمة الممتازة - نوط التدريب ط 1 -
- ميدالية الترقية الاستثنائية -
- النجمة العسكرية -
- ميدالية الخدمة الطويلة والقدوة الحسنة